# Ernsgaden
Ernsgaden è un comune tedesco di 1 488 abitanti, situato nel land della Baviera.